# Zuid-Afrikaanse kielhagedissen
Zuid-Afrikaanse kielhagedissen (Tropidosaura) zijn een geslacht van hagedissen uit de familie echte hagedissen (Lacertidae).

## Naam en indeling
De wetenschappelijke naam van de groep werd voor het eerst voorgesteld door Leopold Fitzinger in 1826. De wetenschappelijke naam wordt abusievelijk weleens als Tropidosaurus gespeld. Er zijn vier soorten die allemaal al sinds het begin van de twintigste eeuw bekend zijn.
De wetenschappelijke geslachtsnaam Tropidosaura betekent vrij vertaald 'kielhagedissen'; tropido (tropis=kiel van een schip) = kiel en saurus = hagedis.

## Uiterlijke kenmerken
De hagedissen blijven klein, de lichaamslengte bedraagt ongeveer 5 tot 6,5 centimeter exclusief de lange staart. De lichaamskleur kan egaal zijn of bestaan uit lengtestrepen of vlekkenrijen. De schubben aan de bovenzijde van het lichaam overlappen elkaar en zijn gekield. De hagedissen lijken uiterlijk op de kielschubhagedissen uit het geslacht Ichnotropis. Ze hebben echter kleinere poten en een meer rolrond lichaam dan de kielschubhagedissen.
De oogleden zijn beweeglijk en hebben geen doorzichtig venster. Een halsplooi ontbreekt, wel is er een keelflap aanwezig.

## Levenswijze
Zuid-Afrikaanse kielhagedissen leven op de bodem en zijn overdag actief. Ze nemen graag een zonnebad, ook bij lagere temperaturen, en zijn eenmaal opgewarmd erg snel. Ze zijn ook zeer schuw en verbergen zich onder stenen en boomstammen, soms in een zelfgegraven hol.
De vrouwtjes zetten eieren af in holletjes onder stenen op de bodem. Waarschijnlijk worden twee tot acht eieren per legsel afgezet.

## Verspreiding en habitat

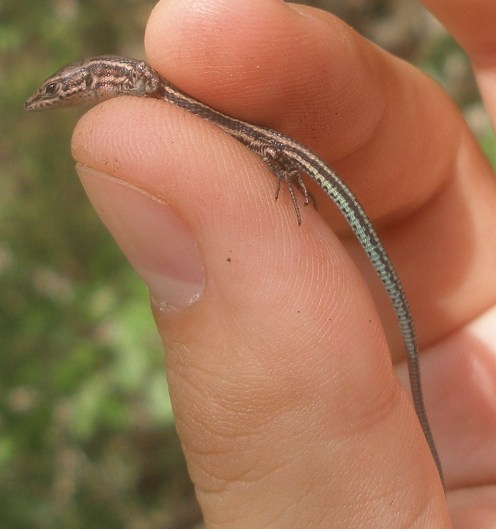
Tropidosaura gularis, gehanteerd.

De soorten komen voor in uiterst zuidelijk Afrika en alle soorten leven in Zuid-Afrika, net als de verwante soort Australolacerta australis. Twee soorten komen daarnaast voor in Lesotho.
De soorten hebben ieder een klein en steeds iets ander verspreidingsgebied. De habitat bestaat uit graslanden met een stenige ondergrond tot bergachtige streken. Ook in scrubland, fynbos en uitgesproken bergstreken zijn een geschikte habitat.

## Beschermingsstatus
Door de internationale natuurbeschermingsorganisatie IUCN is aan alle soorten een beschermingsstatus toegewezen. De vier soorten worden allemaal als 'veilig' beschouwd (Least Concern of LC).

## Soorten
Het geslacht omvat de volgende soorten, met de auteur en het verspreidingsgebied.
| Naam                                     | Auteur       | Verspreidingsgebied  |
| ---------------------------------------- | ------------ | -------------------- |
| Tropidosaura cottrelli                   | Hewitt, 1925 | Zuid-Afrika, Lesotho |
| Essex' kielhagedis (Tropidosaura essexi) | Hewitt, 1927 | Zuid-Afrika, Lesotho |
| Tropidosaura gularis                     | Hewitt, 1927 | Zuid-Afrika          |
| Tropidosaura montana                     | Gray, 1831   | Zuid-Afrika          |